# روئینگ در المپیک تابستانی ۱۹۸۸
رویینگ در بازی‌های المپیک تابستانی ۱۹۸۸ نام رویداد ورزش رویینگ در بازی‌های المپیک تابستانی بود که در سال ۱۹۸۸ برگزار شد.

## جدول مدال‌ها
| رتبه | کشور                      | طلا | نقره | برنز | مجموع |
| ۱    | آلمان شرقی (GDR)          | ۸   | ۱    | ۱    | ۱۰    |
| ۲    | ایتالیا (ITA)             | ۲   | ۰    | ۰    | ۲     |
| ۳    | رومانی (ROM)              | ۱   | ۴    | ۲    | ۷     |
| ۴    | آلمان غربی (FRG)          | ۱   | ۱    | ۱    | ۳     |
| ۵    | بریتانیای کبیر (GBR)      | ۱   | ۰    | ۱    | ۲     |
| ۶    | هلند (NED)                | ۱   | ۰    | ۰    | ۱     |
| ۷    | ایالات متحده آمریکا (USA) | ۰   | ۲    | ۱    | ۳     |
| ۷    | اتحاد شوروی (URS)         | ۰   | ۲    | ۱    | ۳     |
| ۹    | بلغارستان (BUL)           | ۰   | ۱    | ۲    | ۳     |
| ۱۰   | چین (CHN)                 | ۰   | ۱    | ۱    | ۲     |
| ۱۱   | نروژ (NOR)                | ۰   | ۱    | ۰    | ۱     |
| ۱۱   | سوئیس (SUI)               | ۰   | ۱    | ۰    | ۱     |
| ۱۳   | نیوزیلند (NZL)            | ۰   | ۰    | ۳    | ۳     |
| ۱۴   | یوگسلاوی (YUG)            | ۰   | ۰    | ۱    | ۱     |